# Martin Dunkel
Martin Dunkel (* 31. Oktober 1914; † 14. August 1951 in Schönefeld) ist ein Todesopfer des DDR-Grenzregimes vor dem Bau der Berliner Mauer. Er wurde bei einem Fluchtversuch nach einer Verhaftung wegen Schmuggels von einem Grenzpolizisten erschossen.

## Todesumstände
Martin Dunkel war Landwirt in Schönefeld bei Berlin. Er wurde am 14. August 1951 von Grenzpolizisten des Kommandos Schönefeld wegen Schmuggels von Getreide nach West-Berlin verhaftet. Da er auf dem Rückweg vom West-Berliner Stadtteil Rudow verhaftet wurde, ist unklar, wie die Grenzpolizei zu der Information gekommen war, Dunkel habe Getreide nach West-Berlin gebracht. Dunkel sollte zu Fuß zum Grenzkommando Schulzendorf gebracht werden und versuchte auf dem Weg zu flüchten. Die Grenzpolizisten gaben wahrscheinlich mehrere Warnschüsse ab, jedoch blieb Dunkel nicht stehen. Daraufhin schossen sie gezielt auf ihn und trafen ihn tödlich. Martin Dunkel verstarb wahrscheinlich noch am Tatort. Er ist auf dem Friedhof Schönefeld begraben.
Das Volkspolizeikreisamt Mahlow ermittelte in dem Todesfall, wahrscheinlich war auch die Staatssicherheit eingeschaltet, obwohl keine Unterlagen überliefert sind. Als Schützen benannte das Volkspolizeikreisamt Teltow den Oberwachtmeister Willi S.
Der Neffe des Getöteten erstattete 1991 Anzeige; damals lebte die Witwe des Opfers noch und war ebenfalls an der Aufklärung interessiert. Daraufhin leiteten die Staatsanwaltschaften in Berlin, Potsdam und schließlich Neuruppin Ermittlungen ein. Die Polizei konnte zwar die Namen der beteiligten Polizisten ermitteln, nicht jedoch ihre Identität oder ihren Wohnort. Es konnten zudem keine Unterlagen gefunden werden, aus denen weitere Hinweise auf die genauen Tatumstände hervorgegangen wären. Deshalb stellte die Staatsanwaltschaft das Verfahren 1995 ein.